# Mulher caída
«Há um alvorecer nascente à meia-noite:»—

Assim cantou nosso Keats, nosso rouxinol inglês.

E aqui, enquanto as lâmpadas sobre a ponte se tornam pálidas

Na luz de ressurreição sem fumaça de Londres,

A escuridão se desfaz para o amanhecer. Mas sobre o mortal flagelo

Do amor desflorado e da tristeza inútil,

Que faz este homem ofegar e esta mulher estremecer,

Será que o dia pode do escuro alçar voo outra vez?

Ah! Não deram estes dois corações sua promessa mútua,

Sob um mesmo manto abrigados sob a sebe

No crepúsculo do cortejo? E, ó Deus! hoje

Ele só sabe que a possui;—mas que papel

Pode a vida agora assumir? Ela clama em seu coração trancado,—

«Deixe-me—não te conheço—vá embora!»

Dante Gabriel Rossetti: Found

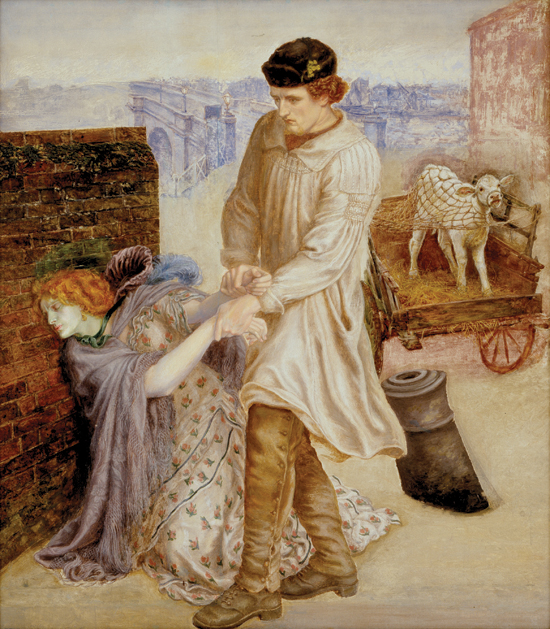
Dante Gabriel Rossetti. Found, (inacabada) (1865–1869)
«Há um alvorecer nascente à meia-noite:»—
Assim cantou nosso Keats, nosso rouxinol inglês.
E aqui, enquanto as lâmpadas sobre a ponte se tornam pálidas
Na luz de ressurreição sem fumaça de Londres,
A escuridão se desfaz para o amanhecer. Mas sobre o mortal flagelo
Do amor desflorado e da tristeza inútil,
Que faz este homem ofegar e esta mulher estremecer,
Será que o dia pode do escuro alçar voo outra vez?
Ah! Não deram estes dois corações sua promessa mútua,
Sob um mesmo manto abrigados sob a sebe
No crepúsculo do cortejo? E, ó Deus! hoje
Ele só sabe que a possui;—mas que papel
Pode a vida agora assumir? Ela clama em seu coração trancado,—
«Deixe-me—não te conheço—vá embora!»
Dante Gabriel Rossetti: Found

"Mulher caída" é um termo arcaico usado para descrever uma mulher que "perdeu sua inocência" e caiu da graça de Deus. Na Grã-Bretanha do século XIX especialmente, o significado passou a ser estreitamente associado à perda ou rendição da castidade da mulher e à promiscuidade feminina. Seu uso expressava a crença de que, para ser social e moralmente aceitável, a sexualidade e experiência de uma mulher deveriam estar totalmente restritas ao casamento, devendo ela também ficar sob a supervisão e cuidado de um homem autoritário. Utilizado quando a sociedade oferecia poucas oportunidades de trabalho para as mulheres em tempos de crise ou dificuldade, o termo era frequentemente associado mais especificamente à prostituição, considerada tanto causa quanto efeito do fato de uma mulher estar "caída". O termo é considerado anacrônico no século XXI, embora tenha importância na história social e apareça em muitas obras literárias.

## Vínculos teológicos
A ideia de que Eva, da história bíblica do Livro de Gênesis, foi a prototípica mulher caída tem sido amplamente aceita por acadêmicos, teólogos e estudiosos literários. Eva não foi expulsa do Éden por ter relações fora do casamento; antes, ela caiu de um estado de inocência por ter comido o fruto proibido da Árvore do conhecimento do bem e do mal. Ou seja, Eva – e depois Adão – almejaram o conhecimento, mas, ao procurá-lo, desobedeceram a Deus e perderam sua inocência original, conforme demonstrado pela súbita consciência e vergonha de sua nudez. A tentação oferecida a Adão e Eva na narrativa era conhecer o que Deus conhece e ver o que Ele vê – uma tentação baseada na cobiça e no desejo de ser como Deus (ver: Prometeu). Assim, do ponto de vista teológico, há uma metáfora relacionada à Queda do Homem de um estado de graça, bem como à expulsão e queda subsequente de Lúcifer do céu.

## Situação social
O termo “caída” foi, contudo, frequentemente confundido com “conhecimento” sexual (isto é, experiência), especialmente para as mulheres numa época em que se enfatizava o valor social da inexperiência sexual feminina. À medida que o termo passou a abarcar qualquer atividade sexual socialmente não autorizada – incluindo relações pré- ou extraconjugais, independentemente de terem sido iniciadas pela mulher – ocultava as diversas razões para essa “queda” do favor de Deus e da sociedade. Assim, “caída” era um termo abrangente aplicado a várias mulheres em distintos contextos: podia referir-se a uma mulher que teve relações fora do casamento, seja esporadicamente ou de forma habitual; a uma mulher de classe socioeconômica inferior; a uma mulher que foi estuprada ou coagida sexualmente por um agressor; a uma mulher com reputação manchada; ou a uma prostituta. Além disso, a prostituição era definida de diferentes modos e a realidade era que tempos econômicos difíceis significavam que, para muitas mulheres, a prostituição era a única forma de sobreviver – muitas eram apenas mulheres caídas transitórias, entrando e saindo da profissão conforme as finanças familiares determinavam.
Em alguns casos, uma mulher podia ser considerada caída simplesmente por ser instruída, excêntrica ou esquiva. Independentemente do motivo, a queda feminina, nas diversas interpretações, resultava do desvio da mulher das normas sociais, estando intimamente ligada às expectativas morais. No meio do século XIX, por exemplo, “Para os homens de classe média que buscavam estabelecer uma base diferente para a autoridade, distinta daquela usada pela nobreza, a autoridade moral tornou-se a questão central, evidente no poder exercido por um homem sobre a família nuclear ou burguesa e em sua capacidade de regular a sexualidade feminina por meio da proteção e contenção na esfera doméstica.”
Bailarinas e atrizes foram vistas como desviantes das normas sociais que exigiam que as mulheres se mantivessem afastadas do olhar masculino, sendo, por isso, descritas como pertencentes à classe das “mulheres caídas”. Na Europa, as bailarinas não eram socialmente aceitas e, na Arábia, “as ghawazi desinibidas, que se apresentavam publicamente para os homens, não eram respeitadas”.

## Resgate e reabilitação
Um dos efeitos da rápida urbanização decorrente da Revolução Industrial na Inglaterra foi o fato de um grande número de prostitutas trabalhar na capital, Londres. Isso era considerado um problema sério para a cidade e para as próprias mulheres, o que impulsionou inúmeros esforços de resgate e reabilitação, sobretudo por mulheres de classe média motivadas por convicção religiosa, princípios igualitários ou ambos. Alguns atuaram na mudança da legislação ou em comitês para arrecadar fundos para iniciativas beneficentes. Josephine Butler, por exemplo, no contexto de sua luta contra os Atos de Doenças Contagiosas, escreveu:
Você deve saber que há muitos homens e mulheres bons em nosso país que dedicaram suas vidas ao trabalho de resgatar prostitutas e oferecer proteção e auxílio a mulheres e meninas, que, por causa da pobreza, ignorância ou más companhias, estão em risco de cair em pecado. E, porque várias pessoas trabalhando juntas podem fazer mais do que cada uma sozinha, sociedades foram formadas para esse fim, uma das quais, a Sociedade de Resgate, nos últimos dezessete anos, abriu as portas de seus diversos lares para nada menos que 6.722 mulheres e meninas caídas, das quais setenta de cada cem foram restauradas a uma vida virtuosa, enquanto a falta de fundos a obrigou, relutantemente, a recusar a admissão de muitos outros que imploraram por sua ajuda.
Muitos dos lares eram “rígidos, punitivos e vingativos”, mas a Urania Cottage, criada e administrada por Charles Dickens com a ajuda de sua rica e filantrópica amiga Lady Burdett-Coutts, era “mais agradável”, conduzida com “bom senso e boa vontade”.
Mais notoriamente, o primeiro-ministro William Ewart Gladstone trabalhou diretamente com mulheres caídas para tentar resgatá-las de suas circunstâncias. Com considerável risco para sua carreira política, Gladstone empregou grande parte de seu próprio dinheiro e tempo nesse esforço, auxiliado por sua esposa, Catherine Gladstone. “Há mais entradas nos diários de Gladstone sobre prostitutas do que sobre anfitriãs políticas, mais visitas registradas às mulheres caídas nas ruas de Londres do que presenças anotadas nos bailes e soireés das ‘grandes damas’ da sociedade vitoriana.”
O trabalho de resgate entre prostitutas também fazia parte da ação missionária realizada pela União Cristã de Temperança das Mulheres (WCTU), cujos membros também peticionavam contra o álcool e o ópio. Em um discurso no Primeiro Congresso Nacional pela Pureza, convocado em 1895 pela American Purity Alliance, a ativista pela temperança e reformadora social Jessie Ackermann disse:
Desde tempos imemoriais temos lido sobre mulheres caídas e excluídas, expressões usadas apenas em referência ao nosso sexo. Para mim, chegou a hora de aplicarmos o mesmo termo ao homem pecador … a grande fraqueza do nosso trabalho de resgate no passado foi sua unilateralidade. Ele se ocupou de resgatar mulheres, enquanto os homens foram deixados de lado.
O que correspondia ao convencional trabalho de resgate vitoriano para mulheres caídas foi realizado nas Filipinas durante a Guerra Filipino-Americana em nome do governo dos Estados Unidos, como parte de amplas campanhas de “pureza social” para proibir a prostituição, o álcool e outros “males sociais”.

## Na arte e na literatura
Como preocupação social e metáfora para explorações artísticas do vício e da virtude, o tema da mulher caída ocupa lugar notório na arte e na literatura. Em alguns casos, como Dante Gabriel Rossetti e William Blake, o artista/autor produziu obras companheiras em ambas as formas. O tema também persiste na ficção histórica, como em The French Lieutenant's Woman de John Fowles.

### John Milton
Que temor tenho então, ou melhor, o que é para se temer

Sob esta ignorância do bem e do mal,

De Deus ou da morte, da lei ou da pena?

Aqui cresce a cura de tudo, este fruto divino,

Formoso aos olhos, convidativo ao gosto,

Da virtude que torna sábio; o que então impede

De alcançar e alimentar, de uma vez, corpo e mente?

Dizendo isso, sua mão precipitada, em hora má,

Estendeu-se até o fruto, colheu-o, o comeu.

...

No fruto ela nunca provou, seja ele verdadeiro

Ou imaginado assim, por mais alta que fosse a expectativa

De conhecimento, nem a divindade passou por seu pensamento.

John Milton: Paradise Lost, Livro IX, linhas 773–790

Além da Bíblia, foi o famoso e influente poema de John Milton Paradise Lost (1667) que transmitiu a história da Queda e suas consequências de maneira marcante. A ideia de mulher caída relaciona-se intimamente com aquelas fontes que a retratam como agente – e não apenas como participante passiva – de sua própria ruína. Por exemplo, em “ansiar reinar ao invés de servir”, Eva demonstra ambição por conhecimento. A diferença entre essas interpretações religiosas da figura icônica e a mulher caída dos textos do século XIX é que esta última é suprimida, desprovida de poder e silenciada em suas representações: “[A] mulher caída vitoriana geralmente é retratada … como um ícone mudo e enigmático … que dorme durante o poema que investiga sua natureza”.

### Lord Byron
Onde está a honra,

Inata e fortalecida pelo preceito, é a rocha

Da fé conúbial: onde ela não está – onde

Pensamentos leves se escondem, ou as vaidades

Do prazer mundano agitam o coração,

Ou convulsões sensuais o estremecem; bem sei

Que seria impossível para a humanidade sonhar

Com honestidade em sangue tão infectado,

Ainda que, se casado com ele, fosse o mais desejado;

Uma encarnação do deus do poeta,

Em toda sua beleza esculpida em mármore, ou

A semi-deidade, Alcides, em

Sua majestade de virilidade sobre-humana,

Não bastaria para unir onde a virtude não está;

É a consistência que a forma e a comprova;

O vício não pode fixar e a virtude não pode mudar,

A mulher outrora caída deve, para sempre, cair;

Pois o vício deve ter variedade, enquanto a virtude

Permanece como o sol e tudo que a rodeia

Bebe a vida, a luz e a glória de seu semblante.

Lord Byron: Marino Faliero, Doge of Venice, Ato II, cena I, linhas 378–398

Lord Byron utiliza a ideia de mulher caída para relacionar vício e virtude e refletir sobre os efeitos da infidelidade e da inconsistência em seu poema Mariano Faliero, Doge de Veneza.

### William Blake
A primavera esconde sua alegria

Quando brotam os botões e as flores?

Acaso o semeador

Semeia à noite,

Ou o lavrador ara na escuridão?

Quebre esta pesada corrente

Que congela meus ossos ao redor

Egoísta! Vaidosa!

Maldição eterna!

Que prende o amor livre em grilhões.

William Blake: "Resposta da Terra" (um dos Cânticos da Experiência), linhas 16–25

A série de poemas de William Blake Cânticos da Inocência e da Experiência (1789–1794) contrasta esses dois estados no contexto da Inglaterra em processo de industrialização, época na qual as mulheres se tornaram mais suscetíveis a “cair” diante das grandes mudanças sociais. A poesia de Blake revela sua preocupação com a pobreza e seus efeitos, bem como as relações entre os detentores de poder e os subordinados, abrangendo generalizações morais e as relações entre os sexos. As conexões entre a Queda do Homem e as restrições sociais ao amor sexual fazem parte dessas preocupações.

### Pintores pré-rafaelitas
O tema da mulher caída ganhou popularidade na época em que Dante Rossetti iniciou sua pintura Found. Concebida em 1851, foi descrita por sua sobrinha Helen Rossetti assim: “Um jovem condutor do campo, enquanto levava um bezerro ao mercado, reconhece em uma mulher caída na calçada sua antiga paixão. Ele tenta erguê-la do chão onde ela se agacha, mas, com os olhos fechados, ela desvia o rosto para a parede.”
William Holman Hunt, assim como Dante Rossetti – ambos membros da Fraternidade Pré-Rafaelita – passou um tempo procurando um assunto “adequado” para sua pintura The Awakening Conscience, e “o encontrou após ler sobre Peggotty e Emily no romance David Copperfield de Charles Dickens, e depois de frequentar as ruas de Londres onde mulheres caídas geralmente eram encontradas.”

### Elizabeth Gaskell
A personagem Esther, que se torna prostituta no romance Mary Barton (1848) de Elizabeth Gaskell, exemplifica o uso da mulher caída para ilustrar a divisão social e política entre ricos e pobres na Inglaterra vitoriana. O romance se passa em uma grande cidade industrial na década de 1840 e “oferece um retrato preciso e humano da vida da classe trabalhadora… Esther é apresentada como algo mais do que apenas uma garota má; o abismo em que ela cai é o mesmo que separa Dives de Lázaro.”
No romance, as convenções da época exigiam que as ações sexuais ocorressem fora do palco ou sequer fossem retratadas. Os leitores – principalmente as mulheres – eram incentivados a imaginar e condenar as ações que levaram à queda da personagem, embora o objetivo consciente de Gaskell fosse inserir princípios cristãos como força mediadora nas antagonias de classe.

### Charles Dickens
Além das conhecidas críticas à sociedade em romances como David Copperfield (1850), Charles Dickens criou e administrou a Urania Cottage – um lar para mulheres desabrigadas. Ele discordava da ideia predominante de que, uma vez corrompida – especialmente pela prostituição, e, portanto, caída – uma mulher não poderia ser purificada ou redimida. Em vez disso, desejava tratá-las bem e capacitá-las para outros empregos, precisando, contudo, convencer seu benfeitor de que mulheres caídas poderiam retornar à vida comum.

### Thomas Hardy
O romance Tess of the d'Urbervilles (1891) de Thomas Hardy explora as consequências para uma heroína que se torna mulher caída em decorrência de um estupro. Esse é um ponto importante, pois o autor demonstra que as consequências não dependem das ações ou intenções da heroína. No poema “The Ruined Maid”, Hardy adota uma visão mais irônica da mulher caída.

### George Moore
Escrito, em parte, como reação a Tess of the d'Urbervilles de Thomas Hardy, o romance Esther Waters (1894) de George Moore trata das experiências de uma criada de cozinha em uma grande casa, seduzida e depois abandonada por um dos empregados. Diante de grandes desafios, ela consegue criar seu filho como mãe solteira.

### Leo Tolstoy
No romance Ressurreição (1899) de Leo Tolstoy, a narrativa tem por origem o estupro da serva órfã Katerina Maslova pelo rico sobrinho de seus dois tutores/empregadores. Tolstoy utiliza a sequência de infortúnios decorrentes de sua gravidez para criticar a sociedade russa do final do Império, focando especialmente nos sistemas de justiça e penal conforme Katerina e seu abusador os vivenciam.

### Louisa May Alcott
No romance Work: A Story of Experience, Louisa May Alcott apresenta a personagem Rachel como amiga da heroína Christie, ambas atuando como costureiras. Quando o caso passado de Rachel é revelado, ela é demitida, e somente Christie a defende, chamando-a de cheia de virtude e chegando a pedir demissão por conta disso. Rachel salva Christie, que estava abalada pelo desemprego e pela solidão, além de ajudar outras mulheres em situação semelhante. Rachel e Christie se separam, pois Rachel afirma que precisa exercer um trabalho honesto. Posteriormente, Christie passa a trabalhar para os Sterling, ajudando o filho David com seu negócio de flores e cuidando das tarefas domésticas que a mãe não podia realizar. David e Christie demonstram sentimentos mútuos, mas David sofre com a ausência de uma mulher chamada Letty. Após conhecer Rachel, ele confessa a Christie que Rachel é, na verdade, sua irmã perdida, Letty, a quem rejeitou por ela ter “desonrado sua família” ao fugir com seu amante. Letty é recebida de volta como irmã, e Christie se casa com David. A amizade e o amor entre Letty e Christie florescem, e, ao final do romance, Letty reúne todas as outras mulheres em uma irmandade.

## No cinema
No cinema, a mulher caída é uma das primeiras representantes da prostituta, tendo grande apelo durante a cinema mudo. No meio do século XX, quando as mulheres passaram a ter acesso a diversas profissões e sua atividade sexual deixou de ser necessariamente associada à corrupção moral, o tema da mulher caída deixou de ter relevância. Os filmes, por vezes, pretendiam transmitir uma lição moral; por vezes, funcionavam como comentário social sobre a pobreza; por vezes, exploravam a ideia de redenção ou as consequências da coerção; e, ainda, tratavam do auto-sacrifício. Esses contrastes – como inocência e experiência; pecado e redenção; vício e virtude – assim como ideias sobre corrupção, classe, exploração, sofrimento e punição, fundamentam-se em temas da literatura anterior. Alguns filmes, como The Red Kimono (1925), nos quais a mulher caída podia terminar feliz, foram submetidos a rígida censura. The Road to Ruin (1928) foi banido. Protect Us (1914) e The Primrose Path (1931) enfatizam a culpa da mulher. The Jungle (1914) e Damaged Goods (1919) abordam o elemento da coerção, enquanto a pobreza é central em Out of the Night (1918), The Painted Lady (1924) e Die freudlose Gasse (Joyless Street, 1925).